# Carlisle United
Carlisle United (offiziell: Carlisle United Football Club) – auch bekannt als The Cumbrians, Blue Army oder The Blues – ist ein englischer Fußballklub aus Carlisle in der Grafschaft Cumbria.

## Geschichte
Carlisle United wurde 1903 durch eine Fusion von Shaddongate United mit Carlisle Red Rose gebildet. Ab 1905 spielte der Verein zunächst in der zweiten Liga der Lancashire Combination, bereits nach einem Jahr gelang der Aufstieg in die örtliche erste Liga.
Im Jahre 1928 wurde Carlisle in die Football League aufgenommen und der Third Division North zugeordnet. Damals gab es noch keinen geregelten Aufstieg in die Football League, sondern die Mitglieder der Liga stimmten ab, ob die Tabellenletzten der untersten Profiliga in der Liga verbleiben oder ein neuer Klub aufgenommen werden sollte. Carlisle United setzte sich in der Abstimmung mit 33:11 Stimmen gegen den bisherigen Ligaklub Durham City durch. Bei Bildung der neuen Fourth Division 1958 kam der Klub in diese neue unterste Profiliga. 1962 gelang der Aufstieg in die dritte Division und Carlisle United spielte erstmals nicht in der jeweils untersten Profiliga. 1974/75 spielten die Blues für ein Jahr in der First Division, der damals höchsten englischen Spielklasse. Zwar musste man als 22. sofort wieder absteigen, aber dieses eine Jahr der Erstklassigkeit gilt bis heute als größter Erfolg des Vereins.
Tiefpunkt der Vereinsgeschichte war der Abstieg in die Conference National 2004, als man nach 76 Jahren ununterbrochener Zugehörigkeit die Football League verlassen musste. Bereits ein Jahr später gelang jedoch die Rückkehr in den bezahlten Fußball als Sieger der Play-offs. 2006 konnte der Verein sogar auf Anhieb Meister der Football League Two werden und so den zweiten Aufstieg in Folge schaffen.
Außerhalb des Ligabereichs war das Erreichen des Halbfinales im Ligapokal 1970 bemerkenswert. Aus diesem Jahr stammt auch der Zuschauerrekord der Cumbrians, als in der fünften Runde des FA Cups gegen den FC Middlesbrough (1:2) am 7. Februar 1970 27.500 Zuschauer kamen.

## Ligazugehörigkeit
- 1905–1910: Lancashire Combination
- 1910–1928: North Eastern League
- 1928–1958: Football League Third Division North
- 1958–1962: Football League Fourth Division
- 1962/63: Football League Third Division
- 1963/64: Football League Fourth Division
- 1964/65: Football League Third Division
- 1965–1974: Football League Second Division
- 1974/75: Football League First Division
- 1975–1977: Football League Second Division
- 1977–1982: Football League Third Division
- 1982–1986: Football League Second Division
- 1986/87: Football League Third Division
- 1987–1992: Football League Fourth Division
- 1992–1995: Football League Third Division
- 1995/96: Football League Second Division
- 1996/97: Football League Third Division
- 1997/98: Football League Second Division
- 1998–04: Football League Third Division
- 2004/05: Conference National
- 2005/06: Football League Two
- 2006–2014: Football League One
- 2014–2023: Football League Two / EFL League Two
- 2023/24: EFL League One
- 2024/25: EFL League Two
- seit 2025: National League